# Clemente de Sardes
Clemente de Sardes é um dos Setenta Discípulos e foi consagrado bispo de Sardes. 

## Fonte
Assim como diversos outros santos, Clemente teve sua vida contada no livro Prólogo de Ócrida, de São Nikolai Velimirovic.